# Стадион Емпауер филд ат мајл хај
Стадион Емпауер филд ат мајл хај (енгл. Empower Field at Mile High) је вишенаменски стадион у граду Денверу, Колорадо, САД. Примарни закупац су Денвер бронкоси из Националне фудбалске лиге (НФЛ). Стадион је отворен 2001. године, како би заменио, првобитни дом Бронкоса, стари стадион Мајл Хај. Место је раније било дом лакрос тима Денвер оутлавса и фудбалског тима Колорадо рапидса. Такође је био домаћин многобројним концертима и служио је као место прихватања Барака Обаме за председничку номинацију Демократске странке.
Стадион је добио надимак Мајл хај због не само свог стадиона претходника, већ и због градске надморске висине од 1 миље или 5.280 стопа (1.610 м) изнад нивоа мора. С обзиром на потешкоће у надметању на већој надморској висини, као и на познате бучне навијаче, познато је да Бронкоси имају једну од најбољих предности домаћег терена у НФЛу.

#### Међународни фудбалске утакмице
Овај стадион је више пута биран за стадион домаћина на турниру за Златни куп, фудбалском турниру репрезентација Конкакафа. Током Златног купа 2013., 2017. и 2019., овај стадион је био један од стадиона на којима су се играле фудбалске утакмице.
Дана 26. јула 2014, Спортс ауторити филд у Мајл хају је био домаћин фудбалске утакмице између Манчестер јунајтеда и ФК Роме. Утакмица је била део Међународног купа шампиона 2014. и Манчестер јунајтед је победио са 3 : 2.
| Датум          | Репрезентација #1  | Рез.                | Репрезентација #2 | Такмичење                     | Гледалаца |
| -------------- | ------------------ | ------------------- | ----------------- | ----------------------------- | --------- |
| 3. април 2002. | Сједињене Државе   | 1 : 0               | Мексико           | Пријатељска                   | 48.476    |
| 1. јун 2011.   | Мексико            | 3 : 0               | Нови Зеланд       | Пријатељска                   | 45.401    |
| 14. јул 2013.  | Панама             | 0 : 0               | Канада            | Конкакафов златни куп 2013.   | 30.000    |
| 14. јул 2013.  | Мексико            | 3 : 1               | Мартиник          | Конкакафов златни куп 2013.   | 30.000    |
| 26. јул 2014.  | Манчестер јунајтед | 3 : 2               | ФК Рома           | Куп шампиона 2014.            | 54.116    |
| 13. јул 2017.  | Салвадор           | 2 : 0               | Курасао           | Конкакафов златни куп 2017.   | 49.121    |
| 13. јул 2017.  | Мексико            | 0 : 0               | Јамајка           | Конкакафов златни куп 2017.   | 49.121    |
| 19. јун 2019.  | Мартиник           | 3 : 0               | Куба              | Конкакафов златни куп 2019.   | 52.874    |
| 19. јун 2019.  | Мексико            | 3 : 1               | Канада            | Конкакафов златни куп 2019.   | 52.874    |
| 3. јун 2021.   | Сједињене Државе   | 1 : 0               | Хондурас          | Конкакафова лига нација 2021. | 34.451    |
| 3. јун 2021.   | Мексико            | 0 : 0 (5 : 4) пен.) | Костарика         | Конкакафова лига нација 2021. | 34.451    |
| 6. јун 2021.   | Хондурас           | 2 : 2 (5 : 4) пен.) | Костарика         | Конкакафова лига нација 2021. | 37.648    |
| 6. јун 2021.   | Сједињене Државе   | 3 : 2 (п.с.н.)      | Мексико           | Конкакафова лига нација 2021. | 37.648    |